# Spectrochimica Acta Part B: Atomic Spectroscopy
Spectrochimica Acta Part B: Atomic Spectroscopy (abrégé en Spectroc. Acta B) est une revue scientifique à comité de lecture. Ce mensuel publie des articles de recherches originales concernant les méthodes de spectroscopie atomique.
D'après le Journal Citation Reports, le facteur d'impact de ce journal était de 2,719 en 2009. Actuellement, les directeurs de publication sont M. T. C. de Loos-Vollebregt (Université de technologie de Delft, Pays-Bas) et N. Omenetto (Université de Floride, États-Unis).

## Histoire
Au cours de son histoire, le journal a changé de nom :
- Spectrochimica Acta, 1939-1966  (ISSN 0371-1951)[3]

Il est ensuite séparé en deux publications :
- Spectrochimica Acta Part A: Molecular Spectroscopy, 1967-1993  (ISSN 0584-8539)[4]
- Spectrochimica Acta Part B: Atomic Spectroscopy, 1967-en cours  (ISSN 0584-8547)

La partie A devient ensuite :
- Spectrochimica Acta Part A: Molecular and Biomolecular Spectroscopy 1994-en cours  (ISSN 1386-1425)